# James Stephens
James Stephens (omtrent 1825 – 28. april 1901) var en irsk revolutionsmand.
Stephens stiftede 1856
»det irske republikanske Broderskab«, en
Sammenslutning med Irlands Frigørelse som Maal;
han var 1858—59 og 1863—64 i Nordamerika,
stod i Forbindelse med Fenierne, udgav 1862
det anonyme Skrift On the future of Ireland,
indeholdende Udkast til en republikansk
Forfatning for Irland, var Ophavsmand til en Plan
om Oprør, der blev opdaget i Septbr 1865, lige
før den skulde bringes til Udførelse. Han
fængsledes i Novbr, men rømmede af sit Fængsel,
blev paa, et Møde af Fenier Decbr 1866 afsat
fra sin Førerstilling, levede siden mange Aar i
Paris som Journalist og Sproglærer; han var
forfængelig og upaalidelig, men det er ikke
sandsynligt, at han, som han blev mistænkt for,
selv skulde have røbet Oprørsplanen 1865.